# Iglesia Metodista Episcopal

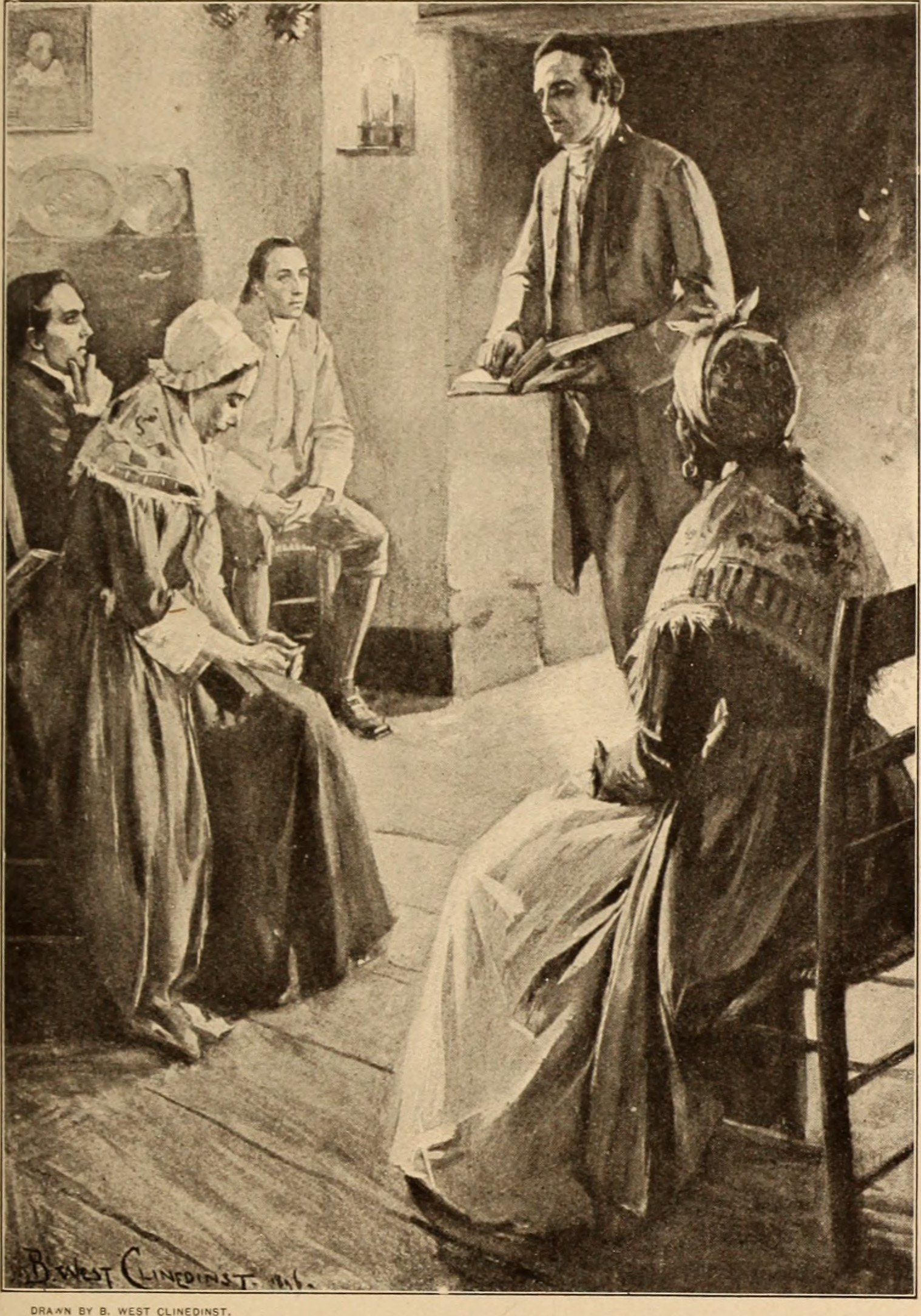
Philip Embury durante una ceremonia en la ciudad de Nueva York.

La Iglesia Metodista Episcopal (MEC) fue la más grande y antigua de las denominaciones metodistas en los Estados Unidos desde su fundación en el año 1784 hasta 1939. También fue la primera denominación religiosa en los Estados Unidos sobre una base nacional. En 1939, la Iglesia Metodista Episcopal MEC se unió con otras dos ramas metodistas (la Iglesia Metodista Protestante y la Iglesia Metodista Episcopal del Sur) para formar la Iglesia Metodista de Estados Unidos. En 1968, la Iglesia Metodista se fusionó con la Iglesia Evangélica United Brethren para formar la Iglesia metodista unida.

## Historia

### Orígenes (1766-1783)

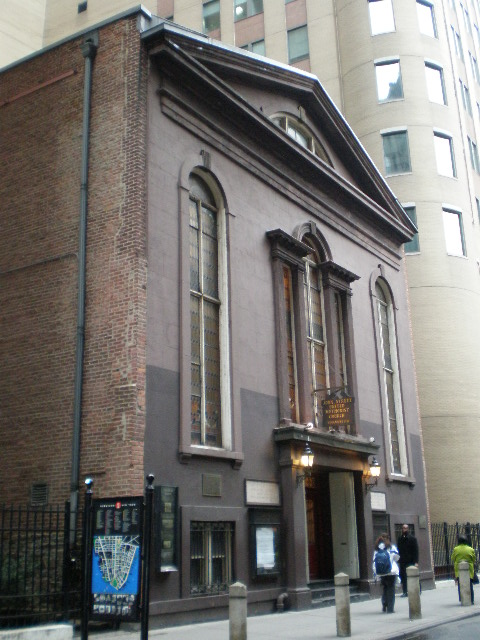
Fundada en 1766, la Iglesia Metodista de la Calle John en Nueva York es la más antigua congregación Metodista de Estados Unidos. La actual iglesia fue construida en 1841.

Los orígenes de la Iglesia Metodista Episcopal se encuentran en el Primer Gran Despertar, cuando el Metodismo surgió como un movimiento evangélico de masas dentro de la Iglesia de Inglaterra, que destacó los conceptos de nuevo nacimiento y perfección cristiana. El Metodismo había crecido en el ministerio de John Wesley, un sacerdote de la Iglesia de Inglaterra, también conocida como Iglesia anglicana, que predicó un mensaje evangélico centrado en sola fide, el arrepentimiento, la salvación y la perfección cristiana. La propagación del Metodismo fuera de Inglaterra lo llevó hasta las Trece Colonias en la década de 1760. Allí fueron naciendo sociedades metodistas bajo la supervisión de John Wesley. 

### Establecimiento (1784)
En un principio, los metodistas se mantuvieron unidos a la Iglesia de Inglaterra, pero esta situación se hizo insostenible tras la Revolución de las Trece Colonias. En respuesta, Wesley ordenó a los primeros religiosos (llamado "elders") en suelo estadounidense el 1 de septiembre de 1784. Fueron Thomas Coke y Francis Asbury. En realidad, Thomas Coke ya era sacerdote anglicano, lo que hizo Wesley fue nombrarlo como un superintendente con autoridad para ordenar a otros sacerdotes metodistas. Bajo el liderazgo de sus primeros obispos, la Iglesia Metodista Episcopal aprobó un sistema de gobierno y un modelo de predicador itinerante para proveer las necesidades religiosas de la población civil. Debido a la escasez de ministros anglicanos, los metodistas de Estados Unidos fueron incapaces de recibir los sacramentos del bautismo y la Santa Comunión. El 1 de septiembre de 1784, Wesley respondió a esta situación, personalmente la ordenación de dos Metodistas como los ancianos de América, con el derecho a administrar los sacramentos, y también ordenó 
Si en un principio, el Metodismo fue un movimiento contracultural, antielitista y abolicionista, apelando especialmente a afroamericanos y a mujeres, poco después parecía cada día más conservador. Mientras que los críticos se burlaban de ellos como fanáticos, la Iglesia Metodista Episcopal continuó creciendo, especialmente durante el Segundo Gran Despertar y el concepto de avivamiento cristiano, que dejó su huella en la cultura estadounidense. Con el crecimiento de la Iglesia fue mayor su institucionalización y respetabilidad, y fue perdiendo su vitalidad y compromiso con las enseñanzas wesleyanas. En el Sur de Estados Unidos, los líderes de la iglesia metodista no supieron condenar la práctica de la esclavitud de manera creíble. Por eso surgieron un buen número de iglesias negras que contrarrestaron el influjo de la MEC. Nacen así la Iglesia Episcopal Metodista Africana o la Iglesia Episcopal Metodista Africana Sion. Incluso llegó a existir una Iglesia Metodista Episcopal del Sur. Sin embargo, impulsos como el Movimiento de Santidad hicieron que el metodismo impulsara su renovación y regresaran un gran número de grupos disidentes.

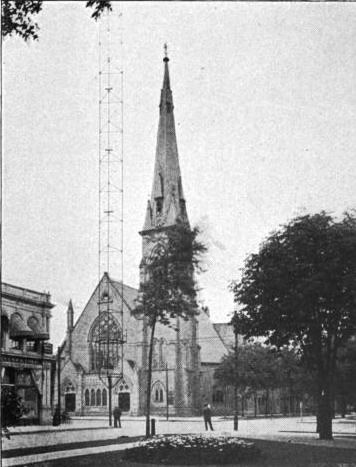
Establecido en 1810, la Central de la Iglesia Metodista Unida en Detroit es la más antigua de la iglesia protestante en Míchigan. El edificio actual fue construido en 1866.

| Año   | Miembros  |
| ----- | --------- |
| 1784  | 14,986    |
| 1785  | 18,000    |
| 1786  | 20,681    |
| 1787  | 25,842    |
| 1788  | 37,354    |
| 1789  | 43,262    |
| 1790  | 57,631    |
| 1791  | 63,269    |
| 1792  | 65,980    |
| 1793  | 67,643    |
| 1794  | 66,608    |
| 1795  | 60,291    |
| 1796  | 56,664    |
| 1797  | 58,663    |
| 1798  | 60,169    |
| 1799  | 61,351    |
| 1808  | 151,995   |
| 1809  | 163,038   |
| 1810  | 174,560   |
| 1811  | 184,567   |
| 1812  | 195,357   |
| 1813  | 214,307   |
| 1814  | 211,129   |
| 1925  | 4,516,806 |
| 1929  | 4,589,664 |
| 1931  | 4,135,775 |
| 1933  | 4,140,152 |
| 1935  | 4,345,108 |
| 1937  | 4,364,342 |
| [ 4 ] |           |

## Divisiones y fusiones
Muchas fueron las divisiones y fusiones que se produjeron a lo largo de la historia en el seno de la Iglesia Metodista Episcopal. Resumiendo, podíamos señalar:
1767: Philip William Otterbein y Martin Boehm extienden el evangelismo entre los inmigrantes de habla alemana para formar la Iglesia Metodista United Brethren en Cristo. En 1968 se fusionó para formar la Iglesia metodista unida.
1784: En Baltimore, Wesley ordena a Francis Asbury como obispo y a Thomas Coke como superintendente el 1 de septiembre. Con la Conferencia de Navidad de Baltimore nace la Iglesia Metodista Episcopal.
1793: James O'Kelly crea la Iglesia Metodista Republicana, más tarde llamada simplemente Iglesia Cristiana o Conexión Cristiana, y a través de sucesivas fusiones se convirtió en la Iglesia unida de Cristo en 1957.
1800: Jacob Albright crea la Asociación Evangélica Metodista para fieles de habla alemana.
1813: Plinio Brett y Elijah Bailey promueven en Massachusetts y Vermont la reforma de la Iglesia Metodista. Su grupo se fusionó en 1952 con la Iglesia de Cristo en Unión Cristiana.
1816: Richard Allen crea la Iglesia Episcopal Metodista Africana en Filadelfia.
1820: La Iglesia Episcopal Metodista Africana Sion fue creada en Nueva York.
1828: En Canadá nace una nueva Iglesia Metodista canadiense.
1828: Nace la Iglesia Metodista Protestante, liderada por Nicolas Snethen, que antes había argumentado en contra de la línea de O'Kelly. En 1939, se fusionó con la Iglesia unida de Cristo.
1843: Se crea la Iglesia Wesleyana Metodista. En 1968, se une a otras para formar la Iglesia Wesleyana.
1844: Nace la Iglesia Metodista Episcopal del Sur. Durante la Guerra de Secesión, adoptó el nombre de "Iglesia Metodista Episcopal de los Estados Confederados de América". En 1939, se fusionó con la Iglesia Metodista Episcopal.
1860: Nace la Iglesia Metodista Libre, organizada por Benjamin Titus Roberts y otros.
1870: Nace la "Iglesia Metodista Episcopal de Color", organizada por la Iglesia Metodista Episcopal del Sur, para atraer a fieles afroamericanos al metodismo. Más tarde cambió su nombre a Iglesia Metodista Episcopal Cristiana.
1895: Phineas F. Bresee crea la Iglesia del Nazareno.
1895: El Fuego Bautizados a la Santidad de la Iglesia.[cita requerida]
1897: Pentecostal de la Santidad de la Iglesia de Carolina del Norte. Se fusionó con el Fuego Bautizados a la Santidad de la Iglesia en 1911 y formaron lo que hoy es conocido como el International Pentecostal de la Santidad de la Iglesia.
1897: El Peregrino de la Santidad de la Iglesia se organizó.
1939: La Iglesia Metodista Episcopal, la Iglesia Metodista Episcopal del Sur y la Iglesia Metodista Protestante se fusionaron para formar La Iglesia Metodista.
1946: La Iglesia Evangélica (Albright Evangélico de la Asociación) y Otterbein del patrimonio en la Iglesia de los Estados Hermanos en Cristo se fusionaron para formar el Iglesia Evangélica de los Hermanos Unidos.
1968: La Iglesia Evangélica de los Hermanos Unidos y la Iglesia Metodista se fusionaron para formar la Iglesia metodista unida.